# シンプルスマホ6
シンプルスマホ6 (A201SH) はシャープが開発、製造しソフトバンクが2022年4月8日に発売した第5世代移動通信システム対応シニア向けスマートフォンである。

## 概要
初心者向けのスマホのため、電話、メールボタンが付いている。CPUはSnapdragon 695を搭載しており、OSはAndroid 12を搭載している。

## 歴史
- 2022年3月31日 予約受付開始[2][3][4]
- 2022年4月8日 発売[2][3][4]

## ソフトウェアアップデート履歴

### 2024/08/20
- 画面点灯中、まれに端末の電源が切れる事態の改善
- セキュリティの向上

アップデート後のビルド番号はS0029になる。

### 2024/04/08
- APN設定が初期値へ戻ってしまう場合がある事態の改善
- セキュリティの向上

アップデート後のビルド番号はS0027になる。

### 2024/01/30
- 一定期間電源を切らずに使用し続けた場合、カメラアプリ起動時にエラー表示する場合がある事態の改善
- セキュリティの改善

アップデート後のビルド番号はS0025になる。

### 2023/11/30
- 電話帳が正常に起動しなくなる場合がある事態の改善
- セキュリティの向上

アップデート後のビルド番号はS0024になる。

### 2023/05/18
- 端末起動時、まれにフリーズが発生し、正常に起動できない場合がある事態の改善
- 「楽ともリンク」にて、メールアドレスが登録できない場合がある事態の改善
- セキュリティの向上

アップデート後のビルド番号はS0020になる。

### 2023/03/02
- まれに端末が正常に起動しない場合がある事態の改善
- セキュリティの改善

アップデート後のビルド番号はS0017になる。

### 2023/01/23
- 一定期間電源を切らずに使用し続けた場合、カメラアプリ起動時にエラー表示する場合がある事態の改善
- 特定条件下で再起動を行った後、再起動を繰り返す場合がある事態の改善
- セキュリティの改善

アップデート後のビルド番号はS0016になる。

### 2022/11/15
- 発着信履歴表示中、ごくまれに電話アプリが終了する場合がある事態の改善
- まれにタッチパネル操作が反応しなくなる場合がある事態の改善
- セキュリティの向上

アップデート後のビルド番号はS0013になる。

### 2022/08/09
- 一定期間電源を切らずに使用し続けた場合、まれに、カメラアプリが使用できないまたは正常に起動できない場合がある事態の改善
- まれに端末が正常に起動しない場合がある事態の改善
- カメラアプリの動作安定性の向上
- セキュリティの改善

アップデート後のビルド番号はS0012になる。

### 2022/06/09
- 特定条件下にて再起動を繰り返す場合がある事態の改善
- アルバムアプリが起動できない場合がある事態の改善
- セキュリティの改善

アップデート後のビルド番号はS0009になる。